# Joseph-Jules Lausseure
Joseph-Jules Lausseure, né le 6 juillet 1789 à Nuits en Côte-d'Or (Nuits est devenu, en 1892, Nuits-Saint-Georges) et mort le 9 septembre 1848 à Paris. Il est un négociant en vins, créateur du mousseux de Bourgogne.

## Biographie
Négociant en vins à Nuits, Joseph-Jules Lausseure cherche à augmenter son activité. Il constate le succès des vins de champagne, tant en France que lors de ses voyages à l'étranger (Allemagne, Russie...). Après avoir appris la méthode champenoise il décide de l'appliquer en Bourgogne. Après quelques échecs il arrive, en 1822, à produire un vin effervescent, aussi bien avec des vins rouges qu'avec des vins blancs.
Il s'installe alors à Paris. Il se marie avec Marguerite-Marie-Victoire Bay, qui lui ouvre un réseau de relations lui permettant de développer la clientèle. Ils ont trois enfants : Paul-Henri (1830), Félix (1833) et Joseph-Ernest (1836). Joseph-Jules meurt en 1848 et ses fils reprennent l'activité. L'augmentation de la concurrence, les problèmes économiques et politiques en France font que l'entreprise est en butte à des difficultés économiques et de gestion.  Un jugement du Tribunal civil de la Seine du 7 février 1854 permet de connaître les conditions de la poursuite d'activité : « Par acte notarié du 25 juin 1853 les fils Lausseure vendent à Caire et Chauvenet qui se sont se sont rendus adjudicataires, moyennant le prix principal de 125,500 fr., en sus des charges, le fonds de-commerce de négociant en vins exploité à la Villette, près de Paris, rue de Flandre, n° 53, dépendant de la succession de Benoît-Joseph Jules Lausseure père, et comprenant notamment l'achalandage et la clientèle y attachés ». Mais, Jules Lausseure recrée une entreprise concurrente, précisée ainsi par le tribunal « que, cependant, Jules Lausseure, fils de leur prédécesseur, qui, après avoir renoncé à la succession paternelle, a cru pouvoir fonder, tant à Nuits qu'à Paris, rue.de la Paix, n° 11, un établissement de même nature que celui exploité par son père... ». Le tribunal a, en conséquence, donné tort aux fils qui demandaient de recevoir le courrier qui leur était adressé à l'ancienne adresse de l'entreprise. La cour d'appel a confirmé le jugement de première instance le 26 janvier 1855. Paul-Henri meurt durant la guerre de Crimée en 1854, en 1872 Joseph-Ernest est assassiné en Roumanie (il a 36 ans)[réf. nécessaire].

## La création du vin mousseux de Bourgogne
Joseph-Jules Laussurre raconte les circonstances de la création du vin mousseux de Bourgogne : « En 1818, au retour d'un long voyage à l'étranger, frappé de l'accroissement progressif et considérable des débouchés, nous prévîmes l'insuffisance des produits de la Champagne en rapport avec la consommation ». Il justifie ensuite la création du vin mousseux de Bourgogne par la proximité des vins de champagne et ceux de Bourgogne ainsi que par la grande qualité de ces derniers : « vous serez frappé du rapport qui existe entre ces vins. Seulement le bouquet dans la Côte-d'Or est plus prononcé et ses vins ont naturellement plus de corps ».
Dans l'histoire des vins mousseux de Bourgogne deux noms sont cités (cf. Bazin) : celui de Joseph-Jules Lausseure et celui de François-Basile Hubert. L'Union des producteurs et élaborateurs du crémant de Bourgogne (UPECB), dans la fresque historique qu'elle présente cite en 1818 Joseph-Jules Lausseure comme celui qui « convertit ses plus belles cuvées de pinot noir en vin mousseux... » et, en 1822, « les frères Petiot, négociants à Chalon-sur-Saône et propriétaires de vignes à Mercurey et Rully embauchent François-Basile Hubert, jeune champenois prometteur ».